# Jean Vaquié
Jean Vaquié, né à Bordeaux le 17 novembre 1911, et mort à Lyon le 30 décembre 1992, est un auteur catholique traditionaliste. Il est idéologiquement proche de l'école antilibérale de la RISS d'Ernest Jouin et du providentialisme du Marquis de la Franquerie.

## Biographie
Ses principaux thèmes de réflexion sont la révolution, la gnose, la réforme liturgique et ce qu'il considère être la subversion au sein de l'Église.
Une profonde amitié le lie à Léon de Poncins, jusqu'à la mort de celui-ci en 1975.
En 1947, pendant l'épuration, il publie sous le pseudonyme de Jean Gonthier un recueil de textes mystiques sous le titre Malédictions et Bénédictions, réédité par la suite à deux reprises.
Il a publié des articles dans la revue du Centre d’Étude et de la Recherche sur la Pénétration et le Développement de la Révolution dans le Christianisme, les Cahiers de la Société Augustin Barruel. Ils sont cofondés par Etienne Couvert et Christian Lagrave, et édites par les des éditions de Chiré. Il contribue ensuite à Lecture et Tradition, notamment avec un article intitulé "Réflexions sur les ennemis et la manœuvre".
Il rédige en novembre 1989 La Bataille préliminaire, manifeste de stratégie contre-révolutionnaire.
Chaque année, les frères dominicains d'Avrillé de la Fraternité Saint-Dominique, non-reconnue par l'Ordre des Prêcheurs, organisent les « Journées Jean Vaquié » en son hommage.

## Œuvres
Sauf mention spéciale, Jean Vaquié est seul auteur des œuvres listées ci-dessous.
- La bataille préliminaire, 1989, réédition éditions Delacroix.
- Jean Vaquié (préf. Léon de Poncins), La Révolution liturgique, Diffusion de la pensée Française, 1971, 223 p., 21 cm (BNF 35294694, lire en ligne).
- Abrégé de démonologie, Éditions Sainte Jeanne d'Arc, 1982, 85 p. (BNF 34853507).Réédition revue et augmentée : Abrégé de démonologie : Application de la démonologie chrétienne à la crise de la société contemporaine, Éditions Sainte Jeanne d'Arc, 1988, 121 p., 22 cm (BNF 34956887, présentation en ligne, lire en ligne).
- Bénédictions et Malédictions : Prophéties de la révélation privée, Éditions Dominique Martin Morin, 1987, 261 p., 23 cm (ISBN 978-2-85652-094-9, BNF 34976222, présentation en ligne).
- Cahiers de Jean Vaquié.

### Éditeur scientifique
- Dom Prosper Guéranger (préf. Dom Gérard Calvet, extraits établis par Jean Vaquié), Institutions liturgiques : 1840-1851 : Extraits, Diffusion de la pensée Française, 1977, 297 p., 21 cm (ISBN 978-2-85190-022-7, BNF 34603395, présentation en ligne).

### Conférences audio
- Les Débuts de la franc-maçonnerie, Couvent de la Haye-aux-Bonshommes, coll. « Toute l'histoire de la Contre-Église » (no 1), 2008, [audio] (BNF 41198105, écouter en ligne) — enregistrement jusqu'à 56 min 52 s.
- Les Débuts de la franc-maçonnerie : Suite : en France, Couvent de la Haye-aux-Bonshommes, coll. « Toute l'histoire de la Contre-Église » (no 2), 2008, [audio] (BNF 41198113, écouter en ligne) — enregistrement à partir de 56 min 56 s.
- La Rose-croix du 16e siècle, Couvent de la Haye-aux-Bonshommes, coll. « Toute l'histoire de la Contre-Église » (no 3), 2008, [audio] (BNF 41198114, écouter en ligne) — enregistrement jusqu'à 54 min 13 s.
- La Rose-croix du 17e siècle, Couvent de la Haye-aux-Bonshommes, coll. « Toute l'histoire de la Contre-Église » (no 4), 2008, [audio] (BNF 41198116, écouter en ligne) — enregistrement à partir de 54 min 16 s.
- La Cabale : Histoire, Couvent de la Haye-aux-Bonshommes, coll. « Toute l'histoire de la Contre-Église » (no 5), 2008, [audio] (BNF 41198120, écouter en ligne) — enregistrement jusqu'à 59 min 02 s.
- La Cabale : Suite, Couvent de la Haye-aux-Bonshommes, coll. « Toute l'histoire de la Contre-Église » (no 6), 2008, [audio] (BNF 41198123).
- L'Hermétisme : L'Alchimie, Couvent de la Haye-aux-Bonshommes, coll. « Toute l'histoire de la Contre-Église » (no 7), 2008, [audio] (BNF 41198128, écouter en ligne).
- L'Alchimie spirituelle : Julius Évola : La tradition hermétique, Couvent de la Haye-aux-Bonshommes, coll. « Toute l'histoire de la Contre-Église » (no 8), 2008, [audio] (BNF 41198132, écouter en ligne).
- Le Mythe du Graal, Couvent de la Haye-aux-Bonshommes, coll. « Toute l'histoire de la Contre-Église » (no 9), 2008, [audio] (BNF 41198137, écouter en ligne) — enregistrement jusqu'à 55 min 17 s.
- Le Mythe du Graal : Suite : la tradition impériale gibeline. La doctrine de Rudolf Steiner : début, Couvent de la Haye-aux-Bonshommes, coll. « Toute l'histoire de la Contre-Église » (no 10), 2008, [audio] (BNF 41198157, écouter en ligne) — enregistrement à partir de 55 min 20 s.
- L'Initiation mystique d'après René Guénon : La Christologie de Rudolph Steiner : Les Deux Enfants Jésus, Couvent de la Haye-aux-Bonshommes, coll. « Toute l'histoire de la Contre-Église » (no 11), 2008, [audio] (BNF 41198164, écouter en ligne).
- La Gnose, théologie de la religion universelle, Couvent de la Haye-aux-Bonshommes, coll. « Toute l'histoire de la Contre-Église » (no 12), 2008, [audio] (BNF 41198169, écouter en ligne).